# Microprius zdzislawi
Microprius zdzislawi es una especie de coleóptero de la familia Zopheridae.

## Distribución geográfica
Habita en Sudán.